# Base antártica Princesa Isabel

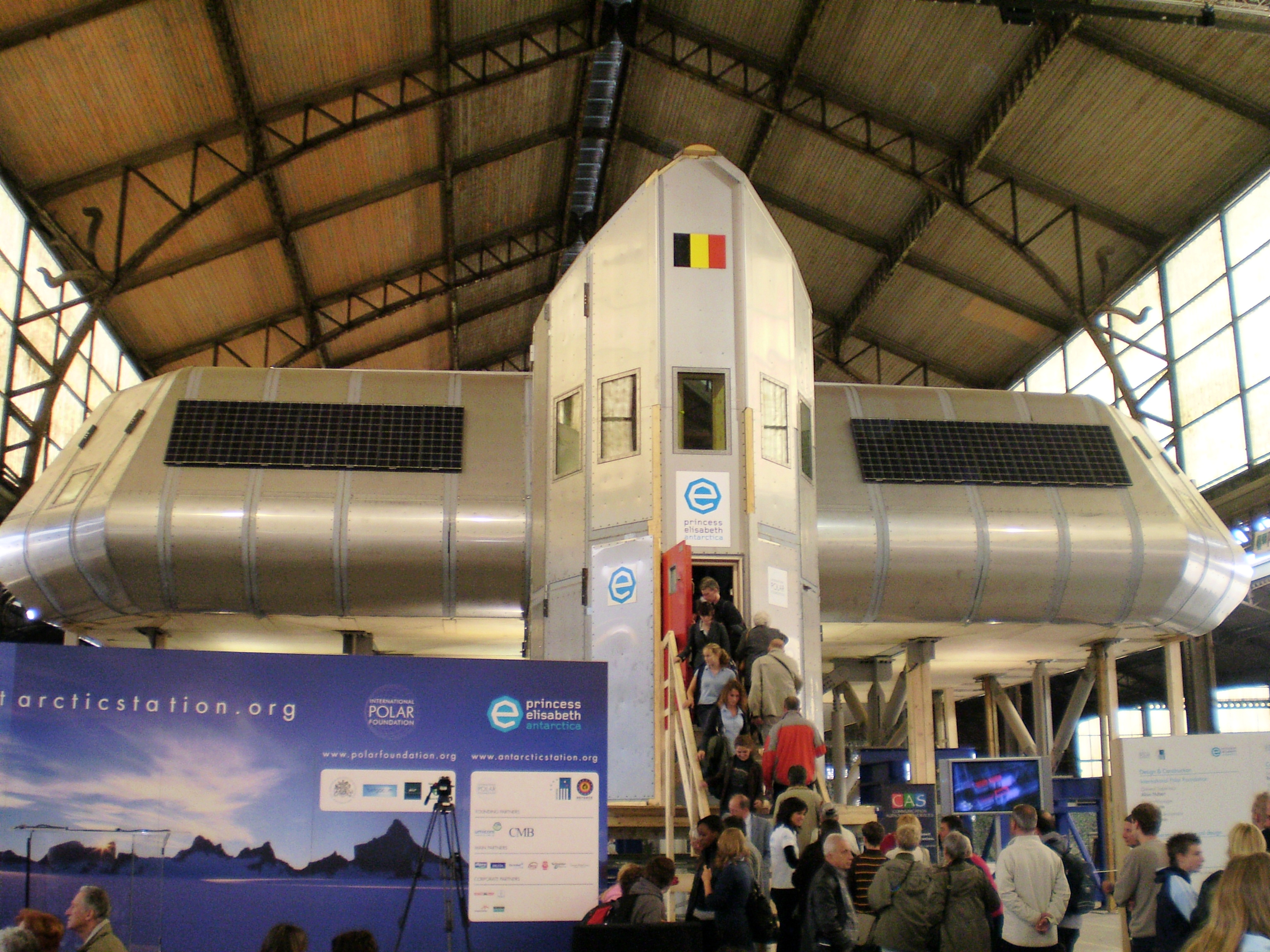
Test de construcción y presentación pública (2007).

La Base Princesa Isabel (en francés: Station antarctique Princesse-Élisabeth; en neerlandés: Prinses Elisabethbasis) está ubicada a unos 200 km de la costa de la Princesa Ragnhild en la Tierra de la Reina Maud (71°57′S 23°20′E / -71.950, 23.333). Es una base antártica de verano de Bélgica en funcionamiento desde el 15 de febrero de 2009. La estación es la primera base polar que combina materiales de construcción que no dañan el medio ambiente, uso limpio y eficiente de la energía, optimización del consumo de energía de la base y técnicas inteligentes de manejo de desperdicios. 
La base está construida en la cresta Utsteinen, un cordón granítico libre de hielos expuesto a vientos de hasta 300 km/h. La base puede soportar tales fuerzas gracias a su forma aerodinámica y su fundación anclada varios metros en la profundidad del permafrost. El nivel superior de la construcción es la base propiamente tal que se ve sobre el borde de la cresta, solucionando así el problema de la acumulación de la nieve. El nivel inferior contiene un garaje para vehículos snowcat y otras utilidades. La Base Princesa Isabel es la única base cero emisión en la Antártida. Funciona íntegramente con energía solar y eólica. Está conectada a nueve turbinas de viento instaladas a lo largo de la cresta Utsteinen. Puede albergar a 16 científicos a la vez, y se espera que su vida útil sea de al menos 25 años. Aunque la base es ocupada solo en verano, el suministro energético continúa todo el año para mantener la temperatura en su interior y permitir su monitoreo remoto.

## Historia

### Antecedentes
Entre 1897 y 1899 se realizó la primera Expedición Antártica Belga liderada por Adrien de Gerlache. Entre 1957 y 1959 fue realizada la primera expedición belga a la Antártida continental, liderada por Gaston de Gerlache, que construyó la primera base de Bélgica en la Antártida, la Base Rey Balduino, que se ubicada sobre la costa de la Princesa Ragnhild (70°26′S 24°18′E / -70.433, 24.300). La estación fue establecida para el Año Geofísico Internacional y estuvo activa desde 1958. Los miembros originales fueron remplazados en 1959 (2.ª expedición belga) y 1960 (3.ª expedición belga). La base operaba con un equipo de unas 20 personas. En la temporada 1964-1965 fue reabierta por una expedición conjunta entre Bélgica y los Países Bajos, que construyó una nueva base. Fue de nuevo operada en las temporadas 1965-1966 (2.ª expedición belga-neerlandesa) y 1966-1967 (3.ª expedición belga-neerlandesa), siendo cerrada definitivamente en 1967 por motivos de seguridad, quedando luego la base bajo la nieve. Posteriormente Bélgica continuó operando en la Antártida en colaboración con Sudáfrica en las temporadas de verano 1968-1969, 1969-1970, y 1970-1971.

### Base Princesa Isabel
En 1985 el Belgian Science Policy Office estableció un plan multianual de investigaciones antárticas. El 6 de febrero de 2004 el Consejo de Ministros de Bélgica decidió establecer una nueva base en las montañas Sør Rondane. La prefabricación de la base fue confiada a compañías privadas bajo la coordinación de Alain Hubert de la International Polar Foundation. Entre noviembre y diciembre de 2004 una expedición seleccionó los sitios para la posible ubicación de la base, realizando un mapa topográfico de la zona y dejando una estación meteorológica automática.
En la temporada 2008-2009 se envió la expedición que estableció la base de verano Princesa Isabel a 300 m al norte del nunatak Utsteinen ubicado unos pocos km al norte de las montañas Sør Rondane, y a 173 km al sur de la antigua Base Rey Balduino. La nueva base quedó posicionada entre la japonesa Base Syowa a 684 km, y la rusa Base Novolázarevskaya a 431 km. 